# Pierre de Marca
Pierre de Marca (Gan (vizcondado de Béarn, hoy en el departamento francés de Pyrénées-Atlantiques), 24 de enero de 1594-29 de junio de 1662) fue un político, religioso e historiador bearnés y francés.

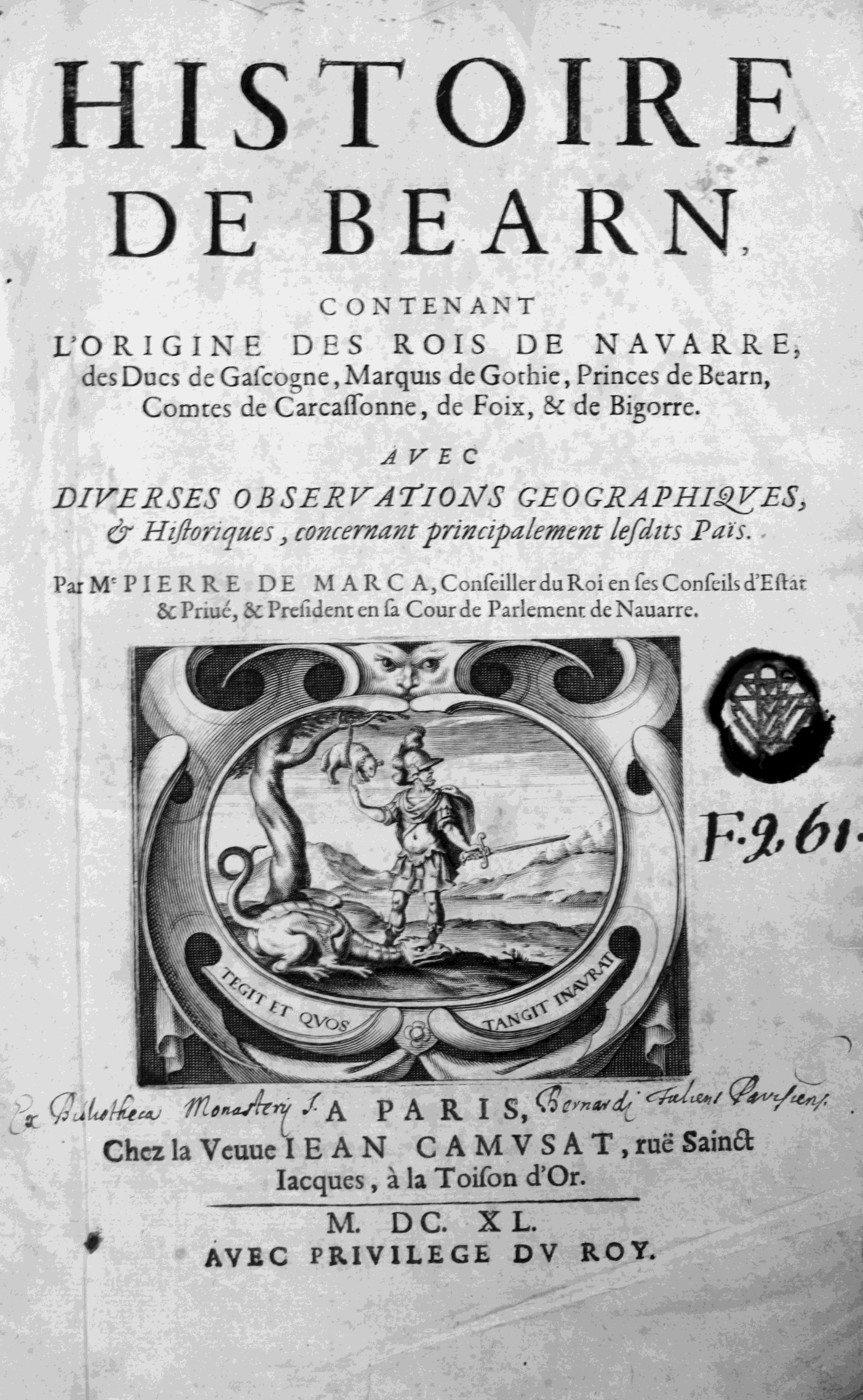
Edición original de la Histoire de Béarn

## Biografía
Tras estudiar con los jesuitas, estudió Derecho en la universidad de Toulouse. En 1615 fue nombrado miembro del Consejo Soberano de Bearn. Era el único católico, todos los demás miembros eran calvinistas.
Marca se convirtió en una pieza clave para el restablecimiento del catolicismo en Bearn y de su posterior anexión a Francia. Formó parte de la delegación que trató infructuosamente de negociar con Luis XIII durante su expedición militar sobre Bearn en 1620. Se sospecha que pudo desempeñar un papel de agente doble durante estas negociaciones.
Como recompensa por sus acciones, en 1622 fue nombrado presidente del Parlamento de Navarra, cámara desprovista de poder que había sucedido al Consejo Soberano tras la anexión.
En 1642, tras la muerte de su mujer, fue ordenado sacerdote. Fue obispo de Couserans y más tarde obispo de Toulouse (1652). También formó parte del Consejo de Estado francés. Llegó a ser nombrado arzobispo de París pero murió antes de instalarse en la sede.
Como historiador se esforzó por desmentir que Bearn hubiera sido una República en la Edad Media, insistiendo en que los vizcondes siempre habían conservado el poder.
En 1656 recibió, junto al obispo de Orange, la misión de formalizar el trazado de la frontera entre los reinos de Francia y España. Para ello compiló documentos de los archivos de los principales monasterios y registros señoriales de la región y plasmó los resultados en una obra llamada Marca hispanica sive limes hispanicus, hoc est, Geographica & histórica descriptio Cataloniae, Ruscinonis, & circum jacentium populorum, publicada en París en 1668. Esta obra sigue siendo muy utilizada por los historiadores porque la mayor parte de los documentos originales han desaparecido.

## Obras
- Histoire du Béarn (1640). Al igual que Pierre Olhagaray antes, Pierre de Marca emplea el trabajo de Nicolas de Bordenave.[1]
- De la concorde du sacerdoce et de l'État.
- Marca hispanica sive limes hispanicus, hoc est, Geographica & histórica descriptio Cataloniae, Ruscinonis, & circum jacentium populorum (publicada en 1668).